# Matthew Thomson
Matthew Thomson (* 4. August 2000 in Winston-Salem, North Carolina) ist ein US-amerikanischer Tennisspieler.

## Karriere
Thomson spielte nur wenige Matches auf der ITF Junior Tour und konnte nie Punkte für die Junior-Rangliste erspielen.
Thomson begann 2019 ein Studium an der Wake Forest University, wo er auch College Tennis spielte. Währenddessen spielte er kaum Profiturniere. 2018 nahm er einmal an einem Turnier der ITF Junior Tour teil. 2021 profitierte er von einer Wildcard, die ihm von den Turnierverantwortlichen in Winston-Salem zuerkannt wurde und ihm einen Startplatz im Doppel garantierte. Bei seiner Premiere auf der ATP Tour unterlag er an der Seite von Siddhant Banthia in der ersten Runde der topgesetzten Paarung. In der Tennisweltrangliste konnte er sich bislang nicht platzieren.